# Fergus O’Brien
Fergus O’Brien (* 30. März 1930; † 19. Oktober 2016) war ein irischer Politiker und saß von 1973 bis 1992 im Dáil Éireann, dem Unterhaus des irischen Parlaments.
O’Brien wurde 1973 für die Fine Gael in den 20. Dáil Éireann gewählt. Insgesamt wurde er fünf Mal wiedergewählt. Während seiner Zeit als Abgeordneter (Teachta Dála) hatte er verschiedene Staatsministerposten inne.
O’Brien gehörte auch dem Stadtrat von Dublin an und bekleidete vom 30. Juni 1980 bis Juni 1981 das Amt des Oberbürgermeisters der Stadt (Lord Mayor of Dublin).